# Ga Yangmok
Ga Yangmok là ga đường sắt trên Tuyến Gyeongbu, tuyến đường sắt quan trọng nhất Hàn Quốc và là một trong những là nhà ga lâu đời. Nó nằm giữa Ga Waegwan và Ga Gumi.
Mất khoảng 25 phút đi từ Ga Daegu, hơn 2 giờ từ Busan, và ít hơn 4 giờ từ Seoul.